# Pont-Farcy
Pont-Farcy foi uma comuna francesa na região administrativa da Normandia, no departamento Calvados. Estendia-se por uma área de 13,53 km². Em 2010 a comuna tinha 538 habitantes (densidade: 39,8 hab./km²).
Em 1 de janeiro de 2018, passou a formar parte da nova comuna de Tessy-Bocage.